# Pleraplysilla spinifera
Pleraplysilla spinifera är en svampdjursart som först beskrevs av Schulze 1879. Enligt Catalogue of Life ingår Pleraplysilla spinifera i släktet Pleraplysilla och familjen Dysideidae, men enligt Dyntaxa är tillhörigheten istället släktet Pleraplysilla och familjen Darwinellidae. Arten är reproducerande i Sverige. Inga underarter finns listade i Catalogue of Life.